# Jörg Baltzer
Jörg Baltzer (* 11. Oktober 1941 in Wuppertal) ist ein deutscher Gynäkologe. Er war von 1989 bis 2006 Direktor der Frauenklinik am Städtischen Klinikum Krefeld.

## Werdegang
Nach dem Studium der Medizin, das er 1967 mit der Promotion an der Universität Düsseldorf abschloss, und der Facharztausbildung für Frauenheilkunde wurde er 1979 habilitiert. 1984 wurde er zum leitenden Oberarzt der 1. Universitäts-Frauenklinik in München ernannt. Als Nachfolger von Paul-Georg Knapstein war er von Juli 1989 bis zu seiner Emeritierung im Jahr 2006 Direktor der Frauenklinik am Klinikum Krefeld. Zudem war er von 1998 bis 2000 Ärztlicher Direktor des Klinikums.
Baltzer veröffentlichte auf dem Gebiet der Geburtshilfe und Frauenheilkunde mehr als 500 wissenschaftliche Beiträge und zehn Fachbücher.
Baltzer ist verheiratet und hat zwei Kinder.

## Ehrungen
- 1981: Georg-Zimmermann-Förderpreis für Krebsforschung der Medizinischen Hochschule Hannover für die Habilitationsschrift
- 2007: Ehrenmitglied der WHO-/UNICEF-Initiative „Babyfreundliches Krankenhaus“
- 2010: Verdienstkreuz 1. Klasse des Verdienstordens der Bundesrepublik Deutschland[2]